# Mendelevium-257
Mendelevium-257 of 257Md is een instabiele radioactieve isotoop van mendelevium, een actinide en transuraan element. De isotoop komt van nature niet op Aarde voor.
Mendelevium-257 kan ontstaan door radioactief verval van nobelium-257 en lawrencium-261.
{\displaystyle {\ce {{^{257}_{102}No}->{^{257}_{101}Md}+{e^{+}}+{\nu }_{e}}}}
{\displaystyle {\ce {{^{261}_{103}Lr}->{^{257}_{101}Md}+\,_{2}^{4}\alpha }}}

## Radioactief verval
Mendelevium-257 vervalt voor 84% door elektronenvangst tot de radio-isotoop fermium-257:
{\displaystyle {\ce {{^{257}_{101}Md}+{e^{-}}->{^{257}_{100}Fm}+{\nu }_{e}}}}
Een kleiner gedeelte (15%) vervalt via alfaverval tot de radio-isotoop einsteinium-253:
{\displaystyle {\ce {{^{257}_{101}Md}->{^{253}_{99}Es}+\,_{2}^{4}\alpha }}}
Het overige deel (1%) vervalt via spontane splijting. De halveringstijd bedraagt 5,5 uur.
245Md · 245mMd · 246Md · 247Md · 247mMd · 248Md · 249Md · 249mMd · 250Md · 251Md · 252Md · 253Md · 254Md · 254mMd · 255Md · 256Md · 257Md · 258Md · 258mMd · 259Md · 260Md · 261Md · 262Md